# Ferme à vagues SDE
La ferme à vagues SDE est une ferme à vagues située en Israël. Elle utilise l'énergie des vagues de la mer pour produire de l'électricité.

## Description
Le dispositif est composé de bouées horizontales, dont une extrémité est fixée à un brise-lames, ce qui crée un mouvement vertical, en fonction de la houle. 
Le mouvement des bouées permet de comprimer un fluide hydraulique, qui est régulée par des systèmes qui convertissent l'énergie des vagues en un mouvement rotatif. Ces systèmes font fonctionner un générateur d'électricité. L'innovation du système repose sur son mécanisme d'autorégulation de sorte que, si une grande vague submerger la bouée, elle se retourne et puis « attend » un creux pour se retourner à nouveau. La haute capacité de survie du système repose sur le fait que seulement 10 % de ses composants sont immergés dans l'eau de mer.

## Développement
Le dispositif est développé par la société israélienne S.D.E. Energy Ltd. S.D.E. a construit et testé douze modèles différents de son système, dont un modèle à grande échelle qui a été testé et fonctionné dans le port de Jaffa, près de Tel Aviv en Israël et a produit 40 kWh durant deux ans.
En mars 2010, S.D.E. cherchait à construire un modèle d’une puissance de 250 kW également dans le port de Jaffa, et prévoyait la construction d'une centrale électrique de 100 MW dans les îles de Kosrae, en Micronésie et à Zanzibar.